# لی یول یونگ
لی یول یونگ (انگلیسی: Lee Eul-yong؛ زادهٔ ۸ سپتامبر ۱۹۷۵) یک بازیکن فوتبال بازنشسته، و ورزشکار اهل کره جنوبی است. یونگ در حال حاضر سرمربی‌گری گانکون را بر عهده دارد.
وی همچنین در تیم ملی فوتبال کره جنوبی بازی کرده و سابقه حضور در جام‌های جهانی ۲۰۰۲ و ۲۰۰۶ را دارد.